# Kent County, Maryland
Kent County är ett administrativt område i delstaten Maryland, USA. År 2010 hade countyt 20 197 invånare (2010). Den administrativa huvudorten (county seat) är Chestertown.

## Geografi
Enligt United States Census Bureau har countyt en total area på 1 073 km². 653 km² av den arean är land och 350 km² är vatten.

### Angränsande countyn
- Cecil County, Maryland - nord
- New Castle County, Delaware - nordöst
- Kent County, Delaware - sydöst
- Queen Anne's County, Maryland - syd

### Orter
- Betterton
- Chestertown (huvudort)
- Galena
- Millington (delvis i Queen Anne's County)
- Rock Hall